# Wallace Martin Lindsay
Wallace Martin Lindsay (* 12. Februar 1858 in Pittenweem; † 21. Februar 1937 in St. Andrews) war ein schottischer klassischer Philologe und Paläograf.
Er studierte an der Edinburgh Academy, University of Glasgow sowie am Balliol College in Oxford und wirkte von 1880 bis 1899 als Fellow und Tutor am Jesus College in Oxford. Von 1899 bis zu seinem Tode war er Professor of Humanity (d. h. Lateinprofessor) an der University of St Andrews. Sein Schwerpunkt war die lateinische Sprachwissenschaft und Metrik, lateinische Komödie und Satire sowie antike Glossare. Er war Herausgeber der „Etymologien“ des Isidor von Sevilla. 1905 wurde er zum Mitglied (Fellow) der British Academy gewählt.
Ausgehend von intensiven paläographischen Studien beschäftigte sich Lindsay intensiv mit der lateinischen Sprachwissenschaft. Zu Wallace M. Lindsays bedeutendsten Werken zählen die Monografien The Latin Language (Oxford 1894; deutsch von Hans Nohl: Die lateinische Sprache, Leipzig 1897), Syntax of Plautus (Oxford 1907), Ancient lore in medieval Latin glossaries (Oxford 1921) und Early Latin Verse (Oxford 1922).